# Assia-Eschwege
Il Langraviato di Assia-Eschwege (Hesse-Eschwege in lingua originale) o di Assia-Wanfried-Eschwege è stato un'entità statale tedesca esistente dal 1632 al 1755.
Aveva il rango di Principato del Sacro Romano Impero ed era ubicato nell'attuale stato federato dell'Assia. Governato da un ramo secondario della casata d'Assia, sottostava alla giurisdizione formale dell'Assia-Kassel.

## Langravi d'Assia-Eschwege (1632-1755)
- Federico d'Assia-Eschwege (1632-1655)
- Ernesto d'Assia-Rheinfels (1655-1667)
- Carlo d'Assia-Wanfried (1667-1711)
- Guglielmo II d'Assia-Wanfried-Rheinfels (1711-1731)
- Cristiano d'Assia-Wanfried-Rheinfels (1711 e 1731-1755)